# Eat the Rich (película)
Eat the Rich es una película británica de 1987 dirigida por Peter Richardson. Producida entre Channel Four Films, Iron Fist Motion Pictures y Michael White Productions, la cinta presenta miembros del reparto de la popular serie de televisión The Comic Strip.

## Sinopsis
La película comienza en un restaurante de clase alta llamado Bastards, donde la protagonista, Alex, trabaja como camarera. Sujeto al desprecio y disgusto diario de los clientes de la clase alta, Alex es despedida por ser odiosa y grosera con la clientela. Después de presenciar un acto terrorista en una embajada, roba una oficina y huye. 
La película también presenta a un político patán que soluciona los problemas siempre con violencia. Es el favorito de los votantes, de la prensa y de la hermosa Fiona. También fue él quien puso fin a la situación terrorista que Alex presenció anteriormente. Sin embargo tiene enemigos, entre ellos el siniestro comandante Fortune, el general Karprov y Spider, que planean descarrilar la campaña del político para convertirse en Primer Ministro.

## Reparto
| Actor             | Personaje            |
| ----------------- | -------------------- |
| Al Pillay         | Alex                 |
| Nosher Powell     | Nosher               |
| Kathy Burke       | Kathy                |
| Robbie Coltrane   | Jeremy               |
| Fiona Richmond    | Fiona                |
| Sean Chapman      | Mark                 |
| Rik Mayall        | Micky                |
| Peter Richardson  | Henry                |
| Jimmy Fagg        | Jimmy                |
| Jennifer Saunders | Caroline             |
| Adrian Edmondson  | Charles              |
| Dawn French       | Debbie Draws         |
| Katrin Cartlidge  | Katrin               |
| Paul McCartney    | Invitado al banquete |
| Koo Stark         | Hazel                |
| Lemmy Kilmister   | Spider               |
| Les Bubb          | Mesero               |
| Jools Holland     | Reportero            |
| JoAnne Good       | Jaqueline            |
| Ron Tarr          | Ron                  |

## Recepción
La película fue un fracaso de taquilla, recolectando alrededor de 200 mil dólares tras su paso por los cines estadounidenses. Recibió además reseñas mixtas por parte de la crítica especializada. Hal Hinson de The Washington Post expresó que la película carece de originalidad. Sin embargo, Vincent Canby de The New York Times le dio una crítica más favorable, argumentando que tiene elementos de producciones de John Waters y Jean-Luc Godard.